# A/B testování

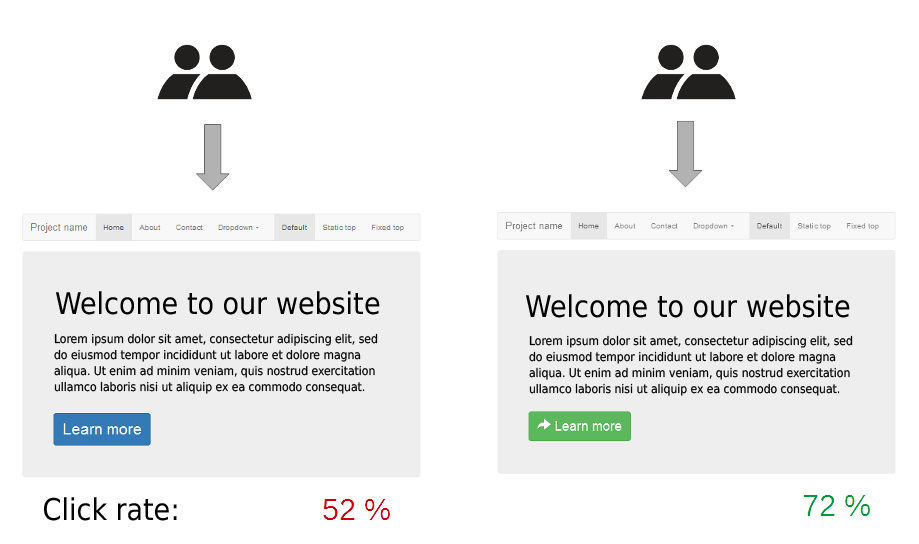
Příklad A/B testování

A/B testování je klasická marketingová metoda (v souvislosti s počítačovými programy také testovací metoda či metoda pro testování použitelnosti aplikací), jež má za cíl zvýšit konverze či konverzní poměry projektu prostřednictvím změny jednoho funkčního či designového prvku. Tato metoda byla původně vyvinuta pro účely testování direct mail, nicméně posléze byla přejata i pro účely testování např. bannerových reklam nebo cílových stránek.

## Průběh metody
Průběh metody A/B testování spočívá ve vytvoření několika testovacích variant, z nichž vždy původní varianta A (někdy označována jako šampion) je zobrazena jedné polovině uživatelů, a nová varianta B (někdy označována jako vyzyvatel) je zobrazena polovině druhé. Ze statistického hlediska je nutné, aby byl testovací vzorek uživatelů dostatečně obsáhlý a pestrý a zároveň aby byly brány v potaz další vstupní podmínky, jako například druh přístupu. Důležitým aspektem A/B testování je udržení konzistence a diskrétnost, což je realizováno zobrazováním vždy totožné varianty návrhu konkrétnímu uživateli. Poté, co testovací proces dosáhne požadované statistické významnosti (což se odvíjí zejména od počtu přístupů, nicméně pro vyloučení závislosti na dnu v týdnu je nutno testování provádět nejméně po dobu sedmi dní), skript poskytne vyhodnocení úspěšnosti obou variant, z nichž ta úspěšnější se stane variantou A, neboli šampionem. V tomto okamžiku lze provést další iteraci testu.

## Prvky využitelné při A/B testování
Signifikantní zlepšení mohou být pozorována při změně prvků, kterými jsou benefity nabídky, obrázky, hlavní nadpis, obsah nabídky, potvrzení třetí stranou, výzva k akci a objednávka. Výběru prvku předchází hypotéza, která ve většině případů operuje s nízkou úrovní obeznámenosti cílové skupiny zákazníků s prvky marketingové kampaně, respektive webové stránky či aplikace, které mají majoritní význam. 

### Společnosti známé využíváním A/B testování
Mnoho společností velkého rozsahu využívá A/B testování a podobné praktiky jako běžnou součást vývoje svých projektů. Výhody A/B testování a rostoucí počet sofistikovaných nástrojů pro jejich provedení však tuto testovací metodu přinesly do centra zájmu i malých a středních společností, které se zabývají marketingem, případně vývojem webových stránek.
- Amazon.com [2]
- BBC [3]
- Google [4]
- Microsoft [5]
- Netflix [6]
- Zynga [7]

## Nástroje pro A/B testování
Následující výčet nástrojů obsahuje ty nejrozšířenější bez ohledu na výši ceny za jejich využití:
- Google Analytics Content Experiments (dříve Google Website Optimizer)
- Visual website optimizer (VWO)
- Optimizely
- Adobe Target (dříve Omniture Test&Target)

## Další pojmy
- A/B/N Testování: A/B testování s více než dvěma variantami (“N“ označuje počet)
- A/B/..Z Testování: Stejné jako A/B/N Testování
- A/B/A Testování: Pouze dvě testovací varianty, z nichž jedna je opakována, což umožňuje rychlou kontrolu, kdy test dosáhne požadované statistické významnosti
- Multivariantní testování: Metoda marketingového výzkumu, kdy je v testovacím scénáři naráz změněno více proměnných s cílem zvýšit efektivitu finální marketingové strategie. [8]
- A/A Testování: A/B testování s totožnými variantami A i B. Používá se před spuštěním A/B testováním z důvodu zpřesnění výsledků a odstranění možných odchylek způsobených nesprávným nastavením A/B testu. [9]